# Codogno
Codogno (tudi Cudógn) je mesto v Lombardiji. Zajema površino 20,87 km² in ima 15.462 prebivalcev (2012). 
Po eni teoriji je mesto poimenovano po kutini (italijansko cotogno), ki je znano po bogatih nasadih tega sadnega drevja, po drugi pa naj bi bilo poimenovano po rimskem konzulu Gaju Avreliju, ki je vodil vojaške operacije proti Galcem v Italiji, takrat rimski provinci.